# الطريق السيار 73

الطريق السيار 73

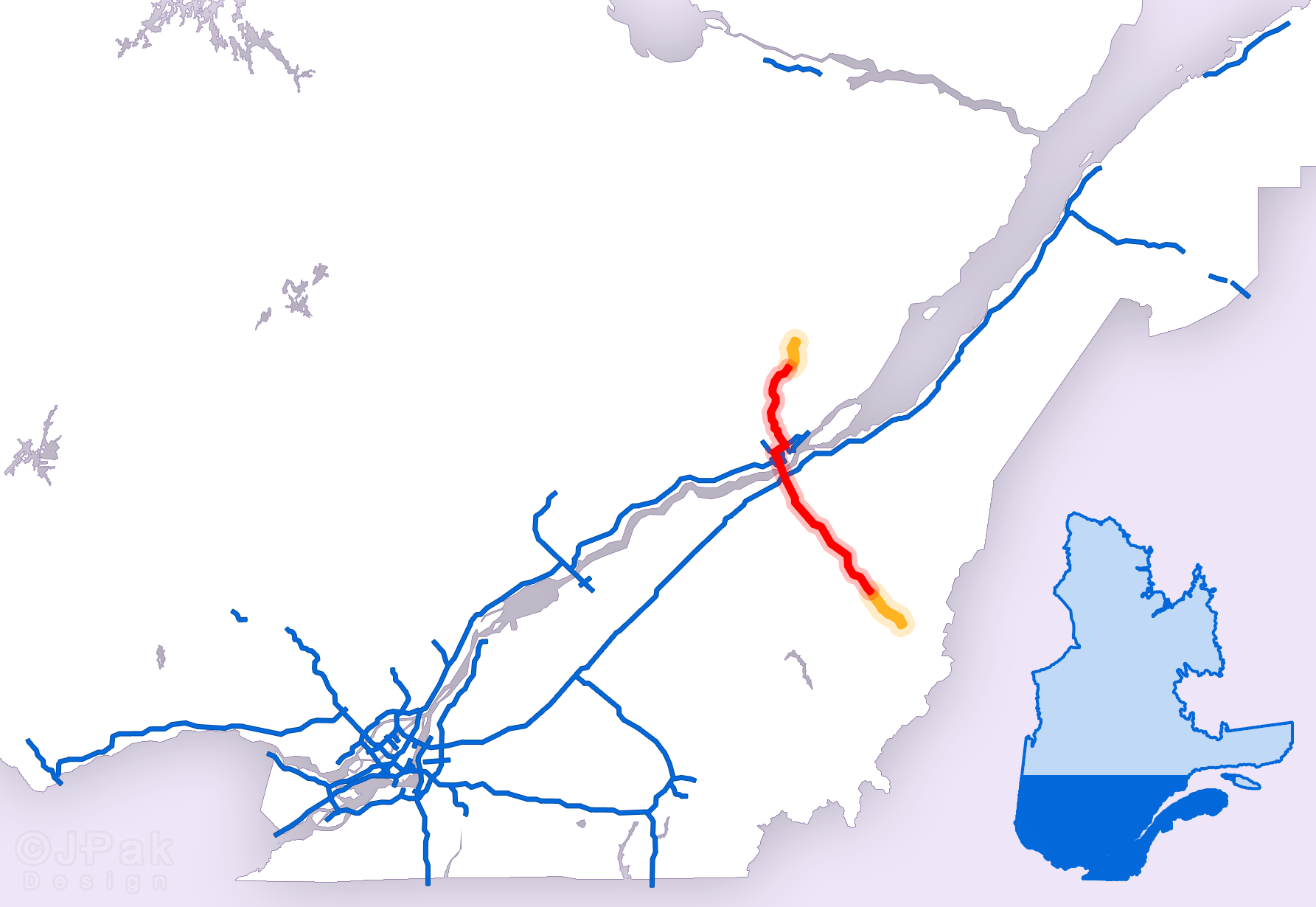
الطريق السيار 73 على خريطة كيبيك

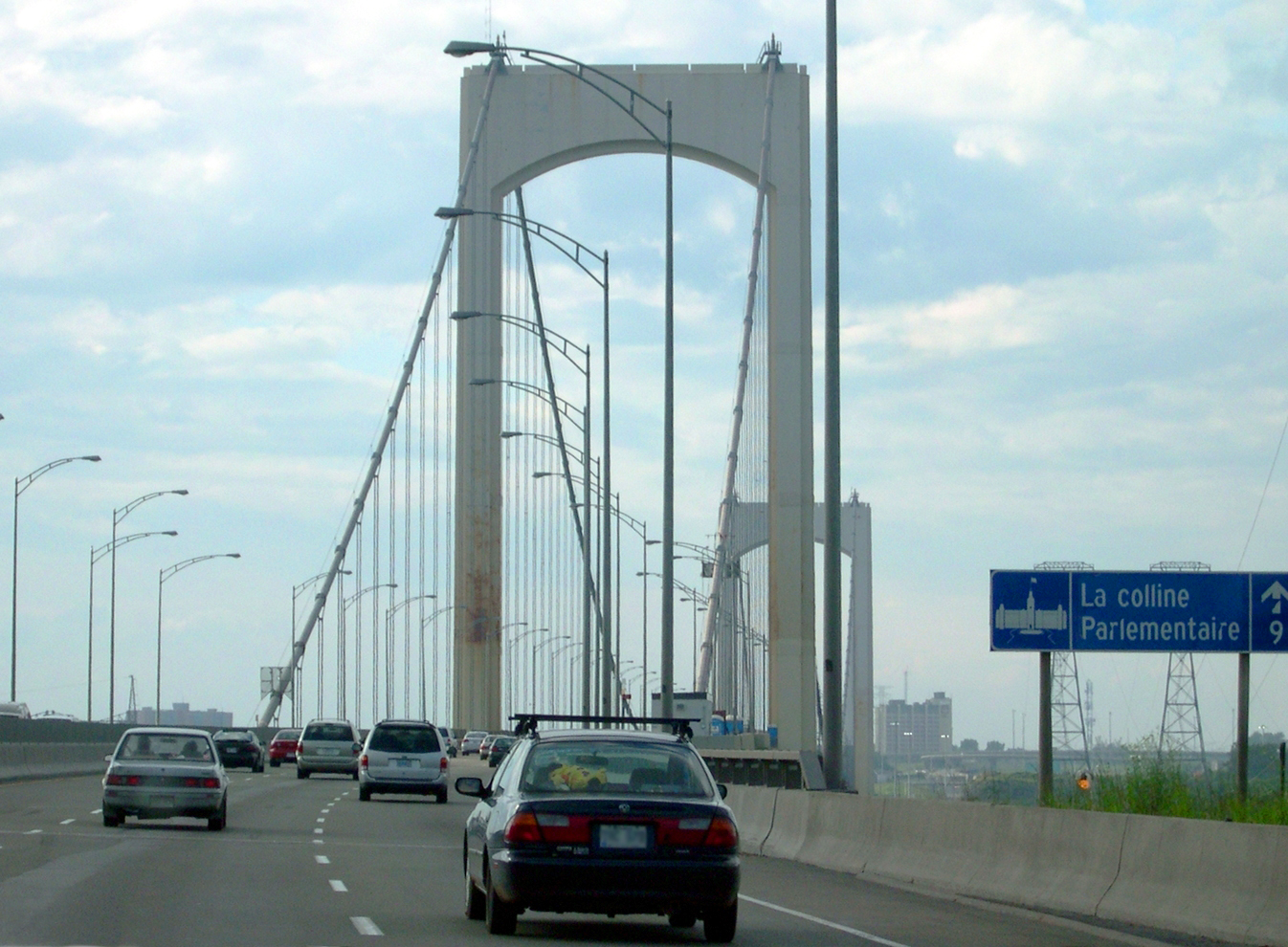
الطريق غربا عبر جسر بيير لابورت.

الطريق السيار 73 (بالإنجليزية: Quebec Autoroute 73)‏ هو طريق مدينة كيبك بكندا.